# 北基努里亚
北基努里亚（希臘語：Βόρεια Κυνουρία）是希腊伯罗奔尼撒大区阿卡迪亚专区的市镇，行政中心为阿斯特罗斯镇。市镇面积为576.981平方公里，2021年人口数量为9,483人。